# Даніель Сантос
Даніель Сантос Пенья (ісп. Daniel Santos Peña, 10 жовтня 1975, Сан-Хуан) — пуерториканський професійний боксер, призер Олімпійських ігор (1996), чемпіон світу за версією WBO (2000—2001) в напівсередній вазі та за версіями  WBO (2002—2005) і WBA (2008—2009) в першій середній вазі.

## Аматорська кар'єра
Даніель Сантос змалку був знайомий з боксом, оскільки його батько був тренером з боксу, а старший брат — професійним боксером. У юному віці він поступив до школи, яка спеціалізувалася на підготовці боксерів.
1990 року виграв бронзову медаль на чемпіонаті світу серед кадетів. 1992 року виграв бронзову медаль на чемпіонаті світу серед юніорів. 1994 року виграв бронзову медаль на Іграх доброї волі. 1995 року став срібним призером Панамериканських ігор, у фіналі програвши майбутньому олімпійському чемпіону 1996 Девіду Ріду (США) — 9-9(+).
На Олімпійських іграх 1996 завоював бронзову медаль.
- В 1/16 фіналу переміг Ернеста Атангана (Камерун) — RSC-1
- В 1/8 фіналу переміг Кабіла Лахсен (Марокко) — 16-4
- У чвертьфіналі переміг Нарімана Атаєва (Узбекистан) — 28-15
- У півфіналі програв Олегу Саїтову (Росія) — 11-13

## Професіональна кар'єра
Відразу після Олімпіади Даніель Сантос перейшов до професійного боксу. Впродовж 1996—1999 років провів 23 поєдинка (21-1-1) і 27 листопада 1999 року у Німеччині вийшов на бій проти чемпіона світу за версією WBO в напівсередній вазі Ахмеда Котієва (Росія). Рівний бій завершився розділеним рішенням на користь росіянина.
Через півроку 6 травня 2000 року знов у Німеччині в реванші Даніель Сантос нокаутував Котієва у п'ятому раунді і став чемпіоном світу. Після двох успішних захистів титулу проти італійця Джованні Парізі та британця Нейла Сінклеєра 21 липня 2001 року Даніель Сантос вийшов на бій проти мексиканця Антоніо Маргаріто. Поєдинок очікувався з великим інтересом, однак був зупинений вже через кілька хвилин після жорсткого зіткнення суперників головами і визнаний таким, що не відбувся.
Залишивши титул чемпіона в напівсередній вазі, Даніель Сантос перейшов до першої середньої ваги. 16 березня 2002 року в Лас-Вегасі Сантос нокаутував в одинадцятому раунді мексиканця Луїса Рамона Кампаса і став володарем вакантного титулу WBO в першій середній вазі.
Сантос провів три успішні захисти титулу чемпіона і 11 вересня 2004 року в четвертому захисті вийшов на другий бій проти Антоніо Маргарито, який на той час став чемпіоном світу у напівсередній вазі. Поєдинок знов був зупинений достроково через розсічення у Маргарито після зіткнення головами, але цього разу це трапилося у десятому раунді. На картках двох суддів на момент зупинки лідирував Даніель Сантос, який і зберіг звання чемпіона.
3 грудня 2005 року Даніель Сантос зустрівся в бою з українцем Сергієм Дзинзируком. У 8-му раунді Сергій надіслав пуерториканця в нокдаун, але чемпіон зміг піднятись. За підсумками 12 раундів всі судді віддали перемогу українцю з рахунком 115-112.
11 липня 2008 року Даніель Сантос знов провів титульний бій, зустрівшись з чемпіоном WBA в першій середній вазі Йоахимом Алсином (Канада). В шостому раунді Сантос провів комбінацію джеб—лівий хук, надіславши Алсина в нокаут.
У пошуках суперника Сантос бездіяв більше року. 14 листопада 2009 року він вийшов на бій проти обов'язкового претендента Юрія Формана і програв одностайним рішенням суддів, після чого вирішив завершити кар'єру.